# Liste des producteurs de France Culture
Cette liste présente les producteurs de France Culture. Elle comporte une première partie qui est une liste d'anciens producteurs enrichie de commentaires, et une seconde partie qui est la synthèse des producteurs pour la saison 2020-2021, en fonction des émissions de la grille des programmes.

## Liste des anciens producteurs de France Culture[1],[2],[3]
Cette liste fournit les noms suivants :
- Alexandre Adler, producteur de La rumeur du monde (1999-février 2003), puis de La chronique d'Alexandre Adler dans les Matins (2002-2011),
- Laure Adler, productrice des émissions Nuits magnétiques (1984-1988), Côte d'amour (1988-1990), Les Lundis de l'Histoire (1997-1999), L'Avventura (2006-2009) puis Hors champ (2009-2016),
- Michel Alberganti, producteur des émissions scientifiques Science-frictions (janvier 2003-2006) et Science publique (2006-2016),
- Denise Alberti, productrice des émissions littéraires Le texte et la marge (1970-1984) puis de Littérature pour tous (1984-1994)
- Yvan Amar, producteur de nombreuses émissions musicales dont Laissez passer (1996-1999), Jazz à l'affût (1999-2002), Un poco agitato (2002-2007) et L'oreille d'un sourd (2007-2008),
- Sylvie Andreu, productrice pour les Après-midi de France Culture (1973-1984) puis des émissions Iles de France (1984-1997), La vie ensemble (1997-1999) et Vivre sa ville (2000-2010),
- Leili Anvar, productrice des émissions sur les religions et les spiritualités Les Racines du ciel (2009-2016) et Les Discussions du soir (2016-2017),
- Daniel Arasse, historien d'art et producteur de l'émission mensuelle Arts et essais (2001-2002) ainsi que de la série Histoires de peintures diffusée à l'été 2003,
- Dominique Arban, femme de lettres et productrice de l'émission de littérature étrangère Etranger, mon ami (1965-1983),
- Pierre Assouline, producteur de l'émission matinale Première édition (1999-2002),
- Lucien Attoun, producteur de nombreuses émissions sur le théâtre entre 1957 et 2003 : La matinée du théâtre et des spectacles (1966-1984), Nouveau répertoire dramatique (1969-2002), On commence (1985-1997), Mégaphonie (1984-1997), Profession spectateur (1997-2002) et Passage de témoin (2002-2003),
- Emilie Aubry, productrice de L'Esprit public (2017-2021),
- Pierre Auger, physicien, producteur de l’émission Les grandes aventures de la science moderne (1969-1987)
- Jean-Christophe Averty, producteur de l'émission musicale Les cinglés du music-hall (1996-2006),
- Marie-Hélène Baconnet, productrice pour les Après-midi de France Culture (1974-1984), de l'émission sur l'environnement Fréquence buissonnière (1984-1999[5]),
- Thomas Baumgartner, producteur de l'émission consacrée au numérique Place de la toile (2007-2009) puis de l'émission de création radiophonique Les passagers de la nuit (2009-2011) et des émissions de culture sonore L'atelier du son (2011-2015) et SuperSonic (2015- novembre 2016),
- Ali Baddou, producteur du Rendez-vous des politiques (2003-2006) puis des Matins de France Culture (2006-2009), de Radio libre (2009-2010) et de Tentatives premières (2010-2011),
- Pierre Barbier, producteur de la Tribune des critiques (1963-1972),
- François-Régis Barbry produit l'émission musicale La mémoire en chantant (1984-1998),
- Henry Barraud, musicien, producteur d'émissions telles Regards sur la musique (1967-1983),
- Jean-Luc Barreau, producteur délégué d'émissions scientifiques pour La Science et les Hommes (1987-1999) et Perspectives scientifiques (1988-1999),
- Igor Barrère, producteur de l'émission mensuelle Médicale (1975-1984)
- Frédéric Barreyre, directeur de la rédaction de France Culture de 2014 à 2020 et producteur du Secret des sources (2014-2016),
- Sophie Barrouyer, productrice de l'émission sur l'opéra Musiques à voir (1997-1999),
- François-Régis Bastide, producteur de l'émission culturelle Salle de rédaction (1970-1972),
- Jean de Beer producteur de l'émission de débat Le monde contemporain (1966-1985) avec Francis Crémieux puis de Samedi soir (1985-1990),
- Aurélien Bellanger, produit les chronique La conclusion dans les Matins (2017-2020) puis La chronique d'Aurélien Bellanger dans Les chemins de la philosophie (2020-2021),
- Mathieu Bénézet, producteur d'Entre-revues (2000-2003) et de Reconnaissances à... (2003-2009),
- Omar Berrada, producteur de l'émission La nuit de la poésie dans Surpris par la nuit (2004-2006),
- Monique Bermond, productrice avec Roger Boquié de l'émission littéraire pour la jeunesse Le livre, ouverture sur la vie (1970-1990),
- Monica Bertin-Mourot, productrice de l'émission L'école des parents et des éducateurs (1978-1987),
- Pierre-Marc de Biasi, producteur des émissions Le Cercle des médiologues (2001-2002), Lexique de l'actuel (septembre-décembre 2002 puis dans les grilles d'été de 2003 à 2009),
- Abdennour Bidar, producteur de Cultures d'islam de janvier 2015 à mars 2016,
- Laurence Bloch, productrice des émissions de reportages Le pays d'ici (1987-1997), Changement de décor (1997-1999) et Le vif du sujet (1999-2002),
- Jacques Bonnaffé, producteur de Jacques Bonnaffé lit la poésie (2015-2019),
- Patrick Boucheron, historien et producteur de Matières à penser (2018-2020),
- Stéphane Bouquet, producteur des émissions Studio danse (1999-2002) et Radio danse (1999-2000),
- Jean Bourdarias, producteur de l'émission religieuse Horizon (1973-1997),
- Caroline Bourgine, productrice des émissions musicales Musiques du monde (1997-1999) et Équinoxe (1999-2009),
- Raphaël Bourgois, producteur du Journal de la culture dans Le Rendez-vous (2009-2011), producteur délégué de La Grande table (2011-2016), producteur de Dimanche et après ? (2016-2017), Avis critique (2017-2020) puis Le Temps du débat du samedi (2020-2021),
- Fabrice Bousteau, producteur de l'émission mensuelle d'art contemporain Surexposition (2001-2002),
- Dominique Boutel, productrice d'émissions musicales dont Un poco agitato (2002-2007),
- Jean-Vincent Brechignac, producteur de l'émission littéraire Le livre de chevet (1965-1968),
- Jean-Claude Bringuier, producteur des séries de reportages Nous tous, chacun, diffusées par salves entre 1979 et 1985,
- Geneviève Brisac, écrivaine et productrice de l'émission littéraire En vivant, en écrivant (1999-2000),
- François Busnel, producteur d'une émission mensuelle de littérature étrangère Voix d'ailleurs dans le cadre de Surpris par la nuit (2003-2005),
- Michel Bydlowski[6], collaborateur et producteur au Panorama (1972-1998),
- Dominique Calace de Ferluc, producteur de l'émission Chasseurs de sons de 1965 à 1999 puis de Sonographies et de Résonances (1999-2002),
- René Caquet, médecin et producteur de Visite médicale (2000-2002),
- Monique Canto-Sperber, philosophe et productrice de Questions d'éthique (2006-2014),
- Alain Carron de La Carrière, frère dominicain et producteur de la Messe entre 1987 et 2007,
- Pascale Casanova, collaboratrice au Panorama et productrice des émissions littéraires Les jeudis littéraires (1997-2003), Les mardis littéraires (2003-2009) et L'atelier littéraire (2009-2010),
- Jean-Clause Casanova, producteur de La rumeur du monde (mars 2003-février 2013),
- Daniel Caux, musicologue et producteur d'émissions et de séries musicales de 1970 à 1999,
- Michel Cazenave[7], producteur et coordinateur de nombreuses émissions: La Matinée des Autres (1977-1997 et 1999-2002), Recherches et pensées contemporaines (1977-1984), Perspectives scientifiques (1983-1997), Une vie, une œuvre (1984-2007), Les Mardis du cinéma, La Science et les hommes, Le temps qui change (1984-1997), Symboles et religions: les vivants et les dieux (1997-2009), Questions pour demain (1998-1999),
- Claire Chancel, productrice de l'émission Radio archives (1987-1999),
- Georges Charbonnier, auteur de nombreux entretiens (avec Queneau, Butor, Borges, Levy-Strauss…), producteur du Magazine des sciences (1963-1968) et de Sciences et techniques (1966-1984)
- André Chanu producteur de La fenêtre ouverte, émission solidaire, créée en 1944, diffusée sur France Culture à partir de 1974 jusqu'en 1997,
- Michel Chapuis, producteur des émissions artistiques Le pont des arts (1975-1984) puis Peintres et ateliers (1984-1989),
- Amaury Chardeau, producteur de documentaires, il présente les émissions musicales Métronomique (novembre 2016-2018) et Juke-Box (2018-2021),
- Georges Charensol, critique d'art et producteur de l'émission L'art vivant (1963-1970),
- Pascale Charpentier, productrice de l'émission d'architecture et d'urbanisme Permis de construire (1989-1999)[8],
- Roger Chartier, historien, producteur des Lundis de l'histoire (1976-2014),
- François Chaslin, producteur de l'émission d'architecture Métropolitains (1999-2012) et Métro du soir dans Surpris par la nuit (2004-2006),
- Agnès Chauveau, produit Les retours du dimanche (2010-2013),
- Pierre Chevalier, producteur-coordinateur de l'émission documentaire Sur les docks (2006-2008),
- Michèle Chouchan, productrice d'émissions scientifiques et sur l'éducation comme L'école hors les murs (1985-1988), Espace éducation (1988-1997), Le temps des sciences (1997-1999),
- Patrick Chompré, producteur, avec Jean-Luc Leray, de l'émission musicale Indigo (étés 1990 et 1991 puis 1992-1996)
- Jean Chouquet, producteur des émissions D’un jour à l’autre (1967-1968), Récréation (1968-1969), Notre temps (1969-1973), Allegro, Ma non Troppo et Mi fugue- Mi raisin (1973-1976),
- Michel Ciment, producteur de l'émission de cinéma Projection privée (1991-2016),
- Julie Clarini, collaboratrice pour Stacatto (1997-1999) puis pour La suite dans les idées (1999-2002), productrice du magazine littéraire Texte intégral (2002-2003), de l'émission scientifique Science culture (2003-2006), du débat d'idées quotidien Du Grain à moudre avec Brice Couturier (2006-décembre 2010), et de la chronique matinale Les idées claires (janvier-juillet 2011),
- Catherine Clément, philosophe et productrice d'une chronique hebdomadaire dans les Matins de France Culture (2007-2009) puis du magazine de cultures du monde Culture de soi, culture des autres (2009-2011),
- Jean-Marie Colombani, producteur du magazine d'actualité La rumeur du monde (1999-février 2013),
- Joseph Confavreux, producteur de Décalage horaire (2002-2003), l'émission francophone Quadrille (janvier-juillet 2003), des émissions de reportage La mesure du possible (2003-2004), On est tous dans le brouillard (2004-2005), Terrains sensibles (2006), Sur les docks (2006-2009), Zone de libre échange (septembre-décembre 2008), du magazine sur la radio Mégahertz (2009-2010), et du magazine d'actualité Le champ des possibles (2010-2011),
- Matthieu Conquet, collaborateur pour Minuit dix (2006-2008) puis au Rendez-vous (2008-2014), producteur de Continent musiques (2014-2018), chroniqueur musical aux Matins: Ce qui nous arrive en musique (2013-2015) puis L'actualité musicale (2015-2018),
- Eliane Contini, productrice des émissions d'actualité Subjectif (1984-1987), Mise au point (1987-1996), Questions d'époque (1996-1999),
- Michel Cool, coproducteur avec Jean-Luc Mouton du Club de la presse des religions (2001-2004),
- Jean-Baptiste Coursaud produit une émission de littérature jeunesse, Ecoutes à la suite de la fiction jeunesse Histoires d'écoutes (janvier-juillet 2002),
- Brice Couturier, producteur de Désir d'Europe (janvier à juillet 2002), Cause commune (2002-2006), Du grain à moudre (2006-2011), La chronique de Brice Couturier dans les Matins (2011-2016), L'hebdo des idées (2012-2015), Le tour du monde des idées (2016-2021),
- Élisabeth Couturier produit En revenant de l'expo dans Surpris par la nuit (2006-2009), Les jeudis de l'expo (2009-2010), Les mardis de l'expo (2010-2011),
- Jean Couturier, réalisateur et producteur de l'émission de création radiophonique Clair de nuit (1986-1997 et 1999-2001),
- Laurence Crémière, productrice de documentaires et de magazines comme Espace éducation (1991-1995) et productrice des Nuits de France Culture (1985-2001),
- Francis Crémieux, producteur de l'émission de débat Le monde contemporain (1966-1985),
- Maurice Cullaz, producteurs de l'émission Libre parcours-jazz (1970-1985),
- Jean Daive, producteur d'émissions artistiques pour Les Nuit magnétiques (1979-1997) puis de l'émission Peinture fraîche (1997-2009),
- Serge Daney, producteur de l'émission de cinéma Microfilms (1985-1990),
- Emmanuel Davidenkoff, producteur des émissions éducatives Espace éducation (1995-1997) et La voix des métiers (1997-1999), puis de la pré-matinale Longtemps je me suis levé de bonne humeur (septembre-décembre 1999),
- Regis Debray, écrivain et philosophe, producteur d'émissions estivales et des Discussions du soir (septembre-décembre 2016),
- Robert Debré, médecin pédiatre et producteur de l’émission Biologie et médecine dans les années 1970, avec le médecin Maurice Lamy et le journaliste Bernard Latour,
- Brigitte Delannoy, productrice d'émissions musicales comme Instantané (1982-1991), productrice de La tasse de thé (1984-1991),
- François Deletraz, producteur d'émissions musicales dont L'île déserte (1998-1999),
- Stéphane Deligeorges, producteur d'émissions scientifiques: Archipel sciences (1987-1999), Le front des sciences (1998-1999), Continent sciences (1999-2016),
- Nicolas Demorand, collaborateur pour Staccato (1997-1999) et La Suite dans les idées (1999-2000) puis producteur du magazine de l'éducation Cas d'école (2000-2002) et des Matins de France Culture (2002-2006),
- Pierre Descargues, producteur des émissions Les après-midi de France Culture (1973-1984), Le temps de se parler, La tasse de thé (1984-1988), Les Arts et les gens (1984-1997),
- Christophe Domino, producteur des émissions d'art contemporain Trans formes (1999-2001) et In situ (2001-2002),
- Simone Douek, productrice de documentaires notamment dans le cadre des Îles de France et du Pays d'ici (1985-1997),
- Jacques Duchateau, producteur du Panorama de 1968 à 1997,
- Olivier Duhamel, chroniqueur dans les Matins de 2004 à 2010,
- Claude Dupont, producteur des émissions Indicatif futur (1965-1975), Matinales (1975-1984) puis du Pays d'ici (1984-1987),
- Gilbert-Maurice Duprez, producteur des émissions Notre temps (1969-1973), De la nuit (1975-1977), Sons (1979-1984)
- Charly Dupuis, producteur pour La tasse de thé (1984-1987)
- Gérard-Henri Durand, producteur de l'émission théâtrale Le 4ème coup (1984-1997),
- Jean Durry, écrivain du sport et producteur de l'émission Le sport et l'homme (1969-1971),
- Renée Elkaim-Bolinger, productrice de l'émission culinaire De bouche à oreille, dans la grille d'été (1993-1997) puis toute l'année (1997-2007),
- Jean-Pierre Enkiri, producteur de Foi et tradition des chrétiens orientaux, des années 1980 jusqu'en décembre 2010,
- Raphaël Enthoven, produit Les vendredis de la philosophie (2003-2006), Le Rendez-vous des politiques (2006-2007), Les nouveaux chemins de la connaissance (2007-2011), la chronique hebdomadaire Le monde selon Raphaël Enthoven (2011-2011) et Le Gai savoir (2012-2015),
- Philippe Esnault, producteur des émissions sur le cinéma Connaître le cinéma (1962-1973), Cinémagazine (1973-1976),
- Jean-Louis Ezine, chroniqueur dans Culture matin puis Première édition de 1990 à 2002, producteur des émissions sur le sport Culture physique (1997-1999) puis Vestiaire (1999-2001), il propose une revue de presse entre septembre 2002 et décembre 2005 dans les Matins de France Culture, puis une chronique dans Tout arrive à la mi-journée de (janvier 2006 à 2009), puis les chroniques Des histoires à ma façon (2009-2010), Complètement livre (2010-2011) et La chronique de Jean-Louis Ezine (2011-2013),
- René Farabet, producteur de l'Atelier de création radiophonique de 1969 à 2001,
- Arlette Farge, historienne et productrice des Lundis de l'histoire (1990-2004),
- Françoise Favier, productrice des émissions littéraires Le texte et la marge (1970-1984) et Littérature pour tous (1984-1997),
- Jacques Fayet, producteur des Matinales (1975-1984) puis créateur et producteur des Nuits de France Culture (1985-1999),
- Claire Fayolle, coproduit avec Catherine Geel l'émission mensuelle de design Question d'objet entre janvier et juillet 2002,
- Colette Fellous, productrice des Nuits magnétiques (1990-1999) et des Carnets nomades (1997-2015),
- Thomas Ferenczi producteur de l'émission Passage du témoin (1984-1985), de l'émission mensuelle Le rendez-vous des politiques (1995-1997) et de l'émission mensuelle Libertés de presse (2000-2001),
- Jacques Floran, producteur au Panorama, pour les Après-midi de France Culture et pour Le pont des arts (1975-1984)
- Marc Floriot, producteur sur la station de 1975 à 2013, en particulier pour Rétro (1984-1987), Radio archives (1987-1999) puis pour les Nuits de France Culture (2000-2013),
- Jean-Marc Four, directeur de la rédaction de France Culture et producteur du magazine d'information Le Secret des sources (2011-2014),
- Geneviève Fraisse, productrice de L'Europe des idées (2004-2007 puis été 2008),
- Marie-Hélène Fraïssé, productrice pour Les Après-midi de France Culture (1973-1984) et des émissions de découverte L'échappée belle (1984-1996), L'usage du monde (1996-1999), Appel d'air (1999-2004), Tout un monde (2004-2017),
- Hélène Frappat, produit l'émission de cinéma Rien à voir dans Surpris par la nuit (2004-2009)
- René Frydman, médecin et producteur des Révolutions médicales (2012-2016), Les discussions du soir (2016-2017), Matières à penser (2017-2020),
- Patrice Galbeau, producteur de fictions pour France Inter et France Culture comme Bonnes nouvelles et grands comédiens (1970-1983) et des entretiens Rencontre avec (1974-1997),
- Sébastien Galcéran, producteur de l'émission Décalage horaire (2002-2003), des émissions francophones Quadrille (2003-2004), Echos de la planète francophone (2004-2005) et Chassé-croisé (2004-2005),
- Bastien Gallet, produit des émissions musicales: Voie carrossable (1999-2001), Elektrophonie (2001-2003), Le chantier- Musiques contemporaines (2003-2004),
- Philippe Garbit, producteur de La tasse de thé (1989-1992), Service public (janvier-juillet 1999), Jeu (septembre-décembre 1999), Le plus tôt sera le mieux (janvier-juillet 2000), Temps de mémoire (janvier-juillet 2006), producteur des Nuits de France Culture de 2001 à décembre 2021,
- Thierry Garcin, producteur pour Les Après-midi de France Culture (1974-1984), puis des émissions de géopolitique Le temps qui change Géopolitique (1984-1997) et Les Enjeux internationaux (1984-2017),
- Hervé Gardette, journaliste à la rédaction et présentateur des journaux puis producteur de Les retours du dimanche (2009-2010), La Grande table (2010-2011), Du grain à moudre (2011-2019), Politique ! (2017-2021) et La transition (2019-2021),
- Joëlle Gayot, productrice d'émissions théâtrales: Passage à l'acte (2001-2002), Le chantier (2002-2006), Sur scènes (2006-2007), Comme au théâtre (2007-2009), Les mercredis du théâtre (2009-2010), Changement de décor (2010-2015), Une saison au théâtre (2015-2019),
- Patrice Gélinet, producteur de L'histoire en direct (1987-1996) et du Grand débat (1990-1996),
- Alain Gerber, producteur de Black and blue avec Lucien Malson (1971-2008),
- Olivier Germain-Thomas, producteur des émissions Agora (1978-1995), Tire ta langue (1984-1991) puis de For intérieur (1995-2011),
- Anne de Giafferri produit Echos de la planète francophone (2005-2009),
- Cécile Gilly, produit les émissions musicales Musiques pour demain (1997-1999), Mesures, démesures (1999-2002), Impulsions (2005-2006), Miniatures (2006-2008),
- Christian Giudicelli, collaborateur pour l'émission littéraire Lettres ouvertes et producteur de Traitement de textes (2000-2002),
- Christine Goémé, productrice des émissions Les idées en revue (grilles d'été 1992 à 1994 puis en saison de 1994 à 1999), État d'alerte (1996-1997), Trans Europe express (1999-2000), L'esprit critique- Littérature (janvier-juillet 2000), Psy (2000-2001), Perspectives contemporaines (2000-2003), La philosophie autrement (2003-2004), L'Éloge du savoir (2003-2016),
- Laurent Goumarre, producteur des émissions Studio danse (1999-2002), Radio danse (1999-2000), Le chantier (2002-2006), Minuit dix (2006-2008) et Le Rendez-vous (2008-2015),
- Eve Grilliquez, productrice des émissions musicales Libre parcours- variétés (1970-1985) et Repérages (1985-1987), consacrées à la chanson française,
- Gérard Gromer, produit Le gai savoir (1992-2003), Etat d'alerte (1996-1997), A nouveau la musique (2003-2004; 2006-2007), Le chantier -Musiques contemporaines (2004-2006), Sur le bateau d'Ulysse (été 2008),
- François Guéry, producteur des Vendredis de la philosophie (2002-2004),
- Hélène Hazéra, productrice de La culture c'est vous (septembre-décembre 1999) puis des émissions musicales Chansons dans la nuit (2000-2002), Chanson boum (2002-2017),
- Alexandre Héraud, producteur et coordinateur des émissions documentaires Le vif du sujet (2002-2006) puis Sur les docks (2006-2011),
- Emmanuel Hirsch, producteur à France Culture de 1983 à 1999, il a notamment proposé l'émission Vivre l'éthique (1996-1997) et a coordonné Le cabinet de curiosités (1997-1999),
- Geneviève Huttin, productrice des Nuits de France Culture (1989-2014),
- Alexei Ipatovtsev, collaborateur pour Culture Matin (1996-1999), Pot au feu (1999-2003), Travaux publics (2003-2008), Minuit dix (septembre-décembre 2008), Station météo (février-juillet 2009), Post frontière (2009-2010), puis producteur de la chronique Frontières dans Pas la peine de crier (septembre-décembre 2010) et dans Cultures monde (janvier 2011-2013),
- Francesca Isidori, collaboratrice au Panorama (1987-1997), productrice des émissions de cinéma Séance tenante (1997-1999), Ciné-club (1997-1999) et Trans formes cinéma (1999-2000), collaboratrice pour La suite dans les idées (2000-2002), productrice de Libre échange (2002-2003) et d'Affinités électives (2003-2011),
- Albert Jacquard, biologiste et producteur d'une chronique quotidienne, Le regard d'Albert Jacquard entre 2001 et 2010,
- Denis Jeambar, journaliste et producteur de l'émission mensuelle Le rendez-vous des politiques (1992-1995),
- Bertrand Jérôme, producteur d'émissions littéraires d'humour : Allegro Ma non troppo et Mi-fugue mi raisin entre 1975 et 1984, Le cri du homard en 1984, Des Papous dans la tête et Les Décraqués de 1984 à 2004 avec Françoise Treussard,
- David Jisse, producteur de nombreuses émissions musicales comme Si ça vous chante (1996-1997), Laissez passer (1997-1999), Carnet de notes. Libre cour (1999-2002), Un poco agitato (2002-2007),
- Claire Jordan, productrice de l'émission Les arts du théâtre et du spectacle (1967-1984),
- Hubert Juin, producteur de l'émission littéraire Relecture (1975-1984),
- Jacques Julliard, essayiste et producteur du Grand débat (1984-1988),
- Sylvain Kahn, géographe et producteur de Planète terre (2006-2016),
- Souad Kettani, philosophe et productrice des Vendredis de la philosophie (2001-2002),
- Marc Kravetz, grand reporter, producteur d'une Revue de presse internationale dans les Matins à partir de mars 2003 à juin 2004, du Portrait du jour (2004-2010) puis de la chronique L'histoire du jour de Marc Kravetz dans Cultures monde (2010-2011),
- Blandine Kriegel, philosophe, productrice de La vie de la cité (1999-2000) puis des Vendredis de la philosophie (2000-2002),
- Alain Kruger, producteur de l'émission culinaire On ne parle pas la bouche pleine (2011-2018),
- Philipp de La Croix, producteur de l'émission musicale du GRM Multipistes (1987-décembre 1991),
- Geneviève Ladouès, productrice de l'émission d'entretiens Un jour au singulier (1992-1996), du magazine francophone Correspondances (1996-1997), puis productrice de Nuits de France Culture (1997-2001),
- Philippe Langlois, producteur de l'émission musicale Carnet de notes- Tu vois ce que j'entends (1999-2002) puis coordinateur de l'Atelier de création radiophonique (2002-2011),
- Edith Lansac, productrice des émissions Récréation- Impromptu littéraire et musical (1968-1969), Notre temps (1969-1973), Réflexion faite (1974-1975), De la nuit (1975-1977),
- Xavier de La Porte, produit Décalage horaire (2002-2003), Perspectives contemporaines (2003-2004), Le service des sports dans Surpris par la nuit (2004-2008), Zone de libre échange (septembre-décembre 2008), Studio 168 (janvier-juillet 2009), Place de la toile (2009-2014), Ce qui nous arrive sur la toile (2013-2014), une chronique numérique hebdomadaire dans Le Rendez-vous (2014-2015), les chroniques dans les Matins: Le monde selon Xavier de la Porte (hebdomadaire en 2015-2016) et La Vie numérique (quotidienne en 2016-2017),
- Gilles Lapouge, producteur du magazine d'entretiens Agora (1978-1999) et de En étrange pays (1999-2006),
- Éric Laurent produit Les Enjeux internationaux (1984-2014),
- Aude Lavigne, productrice de Studio danse (1999-2000), Libres scènes (2000-2002), collaboratrice à Tout arrive (2002-2004), productrice de Minuit dix (septembre-décembre 2008), Studio 168 (janvier-juillet 2009), La vignette (2009-2014) puis Les carnets de la création (2014-2020),
- Jean Lebrun, producteur de l'émission matinale Culture Matin de 1987 à 1999, puis des émissions de soirée Pot-au-feu (1999-2003) et Travaux publics (2003-2008), coordinateur des documentaires Sur les docks (2008-2011),
- Brigitte Lefèvre, danseuse classique et chorégraphe, produit les entretiens A quoi pensez-vous ? (2008-2009),
- Jacques Le Goff, historien et producteur de l'émission Les Lundis de l'Histoire de 1968 à 2014,
- Dani Legras, productrice des Petits matins de septembre à décembre 2018,
- François Le Lionnais, mathématicien, fondateur de l’Oulipo, producteur du Magazine des sciences (1963-1968), puis de La science en marche (1968-1983),
- Gérard-Georges Lemaire a produit des émissions de critique artistique,
- Frédéric Lenoir, produit l'émission sur la religion et les spiritualités Les Racines du ciel (2009-2016),
- Georges Léon, producteur d'émissions musicales comme Musique de notre temps (1968-1982) et Clé de soi (1987-1990),
- François Le Targat, producteur pour le Panorama puis de l'émission Présence des arts (1973-1984),
- Philippe Levillain, historien, producteur des Lundis de l'histoire (1983-2014),
- Élisabeth Lévy produit le magazine des médias Le premier pouvoir (2004-2006),
- Pierre Lhoste, producteur d’entretiens et de débats dans les années 1960-1970 : Confrontation, Entretiens avec, Un quart d'heure avec, Questions en zig-zag (1975-1983),
- Séverine Liatard, productrice déléguée pour La Fabrique de l'histoire (1999-2019),
- Catherine Liber, productrice-coordinatrice de la série documentaire Villes mondes (2011-2016),
- Pascale Lismonde, critique d'art et productrice du magazine francophone Correspondances (1999-2002) et des émissions d'art L'esprit critique. Arts plastiques (2000), Clin d'œil (1999-2004), L'Art de l'école (2003-2004) sur l'éducation artistique et culturelle en France,
- Olivier Lyon-Caen, médecin et producteur de l'émission médicale Avec ou sans rendez-vous (2006-2012),
- Eric Macé, frère dominicain, producteur de la Messe (2007-2014),
- Victor Macé de Lepinay, producteur délégué pour La Fabrique de l'histoire (2015-2019) puis producteur de l'émission consacrée à la bande dessinée Le rayon BD (2019-2021),
- Joseph Macé-Scaron, producteur de l'émission littéraire Jeux d'épreuves (janvier 2006-2011),
- Françoise Malettra, productrice pour Les Après-midi de France Culture (1973-1984) et de nombreuses émissions musicales: Libre parcours-récital (1970-1984), Musicomania (1984-1997), Le magazine musical international (1997-1998), Actualité de la musique et de la danse (1998-1999), Prima la musica (1999), Accord parfait (2000-2001),
- Victor Malka, producteur des émissions consacrées à la religion et à la culture juive Ecoute Israël (1951-2004) et Maison d'études (2004-2013),
- Lucien Malson, producteur de Connaître le jazz (1965- 1972) puis de Black and Blue avec Alain Gerber (1973-1996),
- Gérard Mannoni, producteur des émissions Le temps de la danse (janvier 1992-1997), Laissez passer (1997-1998) et Actualité de la musique et de la danse (1998-1999),
- Vincent Martigny, produit le magazine politique L'atelier du pouvoir avec Thomas Wieder et Ariane Chemin (2014-2017),
- Xavier Martinet, producteur du Journal de la culture dans Le Rendez-vous (2011-2014), producteur délégué pour Cultures monde (2014-2016), producteur du Journal des sciences dans La Méthode scientifique et du Petit salon dans La Dispute (2016-2017), producteur de l'émission Les enjeux internationaux (2017-2019) puis du Journal de l'économie dans Entendez-vous l'éco ? (2019-2021),
- Daniel Maximin, producteur de l'émission sur les cultures du monde Antipodes (1984-1989),
- Abdelwahab Meddeb, producteur de Cultures d'islam (1997-2014),
- Claude Mettra, créateur des Chemins de la connaissance en 1970, producteur d'émissions telles que L'Autre scène ou les vivants et les dieux réalisée en alternance avec Philippe Nemo (1975-1984) et Dits et récits (1984-1997),
- Philippe Meyer producteur des émissions d'actualité Le grand débat (1988-1990), Allegro serioso (1990-1996), Libre examen (1996-1997), L'Esprit public (1997-2017) et la chronique Le Toutologue (2010-2014) dans les Matins,
- Jean-Claude Milner, producteur des Vendredis de la philosophie (2000-2001),
- Frédéric Mitterrand produit l'émission d'entretiens culturels Ça me dit l'après-midi (2006-2008),
- Jean Montalbetti, producteur pour les Après-midi de France Culture (1973-1984), et des séries documentaires Un homme, une ville (1978-1981) et Les inconnus de l’histoire (1982-1984),
- Jean-Maurice de Montremy, collaborateur puis producteur du Panorama (1988-1999),
- Claude Mourthé, producteur de Un livre, des voix (1990-1999) puis Marques-pages (1999-2001) et Attention à la littérature (1999-2000),
- Madeleine Mukamabano, productrice de l'émission sur les cultures du monde Antipodes (1989-1999), de Tout monde (1999-2000), collaboratrice pour La suite dans les idées (2000-2002), puis productrice d'émissions sur les relations internationales: Suds (2002-2004), Notre époque (2004-2006), La société des nations (2006-2009) et Place des peuples (2009-2010),
- Jacques Munier, producteur sur la chaîne depuis 1983, il produit et coordonne les Chemins de la connaissance (2000-2007), puis A plus d'un titre (2007-2011), et les chroniques matinales L'essai et la revue du jour (2011-2015), Le journal des idées (2015-2021),
- Sophie Nauleau, productrice d'Etats d'art dans Surpris par la nuit (2004-2005) puis de l'émission de poésie Ça rime à quoi (2008-2015),
- Marie-Christine Navarro, productrice de documentaires et d'émissions sur l'éducation comme Passeport pour l'avenir (1985-1988), Espace éducation (1988-1995),
- Philippe Nemo, producteur de l'émission de philosophie et histoire des religions L'Autre scène ou les vivants et les dieux, réalisée en alternance avec Claude Mettra (1975-1984),
- François Noudelmann, producteur des émissions Les vendredi de la philosophie (2002-2009), Macadam philo (2009-2010), Je l'entends comme je l'aime (2010-2011) et Le journal de la philosophie (2011-2013) dans les Nouveaux chemins de la connaissance,
- Emile Noël, producteur dans les années 1960-1970, d’entretiens et de séries documentaires, en particulier sur les sciences,
- Irène Omélianenko, productrice de Clair de nuit (1986-1997 et 1999-2001) puis coordinatrice des émissions Sur les docks (2011-2016), L'atelier de création (2011-2015), Création on air (2015-2018) et Une vie, une œuvre (2016-2018),
- Christophe Ono-dit-Bio, producteur des émissions littéraires Le temps des écrivains (2014-2020) et Le temps des libraires (2014-2016),
- Jean-Pierre Pagliano a produit de nombreuses émissions de 1981 à 1993, la plupart consacrées au cinéma, ses réalisateurs et ses théoriciens, notamment dans les Mardis du cinéma, Profils perdus, Le Bon Plaisir, etc. — parfois en collaboration avec son épouse, Paule Pagliano, spécialiste d'humour, de b.d. et de littérature jeunesse.
- Aline Pailler, productrice de la chronique quotidienne Intime conviction (septembre-décembre 1999), des magazines d'actualité L'esprit critique. Agir, le dire (janvier-juillet 2000), Au feu du jour (2000-2002), Si toutes les colères du monde (2002-2003), et des émissions culturelles pour la jeunesse Jusqu'à la lune et retour (2003-2013) puis Le temps buissonnier (2013-2017),
- Catherine Paoletti, productrice de L'Université de tous les savoirs (2000) et productrice déléguée de À Voix nue, Une Vie, une Œuvre, Les Chemins de la connaissance, Le Bon Plaisir, Perspectives scientifiques, La Science & les hommes, Le front des sciences, Lieux de Mémoire, La Matinée des autres, Les Arts & les gens, Les Mardis du cinéma, Ciné Club… (1987-2002) et À Voix nue de Pierre Cartier (2011),
- Jean-Baptiste Para, producteur de Poésie sur parole (1995-2004),
- Yann Paranthoën, réalisateur pour France Culture,
- André Parinaud, critique d'art et producteur des émissions Arts d'aujourd'hui (1965-1968), Paris à l'heure du monde (1968-1971) et Forum des arts (1971-1972),
- Jacques Paugam, producteur de l'émission d'entretiens Parti pris (1975-1978),
- Martin Pénet, producteur de l'émission musicale Tours de chant (1997-1999),
- Michelle Perrot, historienne et productrice des Lundis de l'histoire (1990-2014),
- Philippe Petit, producteur des émissions Science et conscience (2006-2009), La fabrique de l'humain (2009-2011), et Les Nouveaux chemins de la connaissance du vendredi (2011-2013),
- Antoine Perraud, producteur de l'émission sur le langage Tire ta langue (1991-2006 puis 2009-2015), de Jeux d'archives (2006-2009) et de la chronique Le Monde selon Antoine Perraud (2015-2016),
- Claude-Jean Philippe, producteur de Le cinéma des cinéastes (1976-1985),
- Roger Pillaudin, producteur de l'émission Dialogues (1973-1984),
- Francesca Piolot, productrice de l'émission mensuelle de philosophie Le banquet (1994-1997), du magazine francophone Correspondances (1994-1996), de l'émission d'entretiens Des gens très singuliers (1996-1997), du magazine de philosophie Philambule (1997-1999), de l'émission Service public (1997-1998) puis de l'émission de philosophie La vie comme elle va (1999-2006),
- Edwy Plenel, producteur de la chronique hebdomadaire Lignes de fuite de 2005 à 2013 puis du Monde selon Edwy Plenel (2013-2015),
- Martin Quenehen produit le magazine de débat Les retours du dimanche (2010-2011), l'émission de reportage itinérante Sur la route (2011-2012), le magazine consacré au monde de l'enseignement supérieur Grantanfi (2012-2014), la série documentaire Une vie, une oeuvre (2014-2015), le magazine culturel quotidien Ping pong (2015-2017), et le magazine de l'éducation Rue des écoles (2017-2018) en remplacement,
- Bénédicte Ramade a produit l'émission d'art Ultracomtemporain (2003-2006),
- Robert Raynaud, professeur d'éducation physique et producteur du Réveil musculaire (1950-1972),
- Ali Rebeihi, producteur de l'émission de développement personnel Du côté de chez soi (2013-2014)
- Roger Régent, critique et producteur de l'émission Cinéma vérité avec Jacqueline Adler (1963-1970),
- Jean-Philippe Renoult, producteur de l'émission de musiques électroniques Carnet de notes. Circuits alternatifs (1999-2000), de l'émission de culture numérique Net plus ultra (2000-2002), puis de l'émission musicale En écho. Sonotech (septembre-décembre 2002),
- Denis Richet, historien et producteur des Lundis de l'histoire (1969-1989),
- Jean-Pierre Rioux, historien et producteur du magazine Histoire actualité avec Stéphane Khémis dans la tranche du dimanche intitulée La tasse de thé (1984-1990),
- Claude Risac, producteur de Culture matin (1985-1987),
- Paul Robert, producteur de l'émission Chasseur de sons, des années 1970 jusqu'en 1999,
- Alain Rollat, producteur du Grand débat (1997-1999), Libertés de presse (1999-2000),
- François Rollin produit les chroniques humoristiques L'oeil du larynx (2004-2011) puis Pain de campagne (2011-2012),
- Dominique Rousset, présente sur la chaîne depuis 1976, elle a produit Les enjeux internationaux (1984-1998), Correspondances (1997-1999), L'économie en questions (février 1998-2007 puis 2009-2017), Le rendez-vous des politiques (2007-2011), Les carnets de l'économie (2015-2016), Matières à penser (2017-2020) et Nos géographies (2020-2021),
- Pierre-Guillaume de Roux, producteur de Subjectif avec Olivier Germain-Thomas et Eliane Contini (1984-1985),
- Michel Rouzé, journaliste scientifique et producteur de l'émission Regards sur la science (1968-1983),
- Claude Royet-Journoud, poète et producteur de l'émission Poésie ininterrompue (1975-1979),
- Jean-Christophe Rufin, produit Les discussions du soir (janvier-juin 2017) et J'ai déjà connu le bonheur (2017-2018),
- Philippe de Saint-Robert, producteur pour l'émission d'entretiens Agora dans les années 1970-1980,
- Gérard-Julien Salvy, historien d'art et producteur des émissions Démarches (1975-1987) et Photo-portrait (1987-1996),
- Claude Samuel, producteurs d’émissions musicales dont Le magazine de la musique (1963-1968) et La musique et les beaux-arts (1967-1978)
- Michel Schaeffer produit le Service protestant de 2009 à 2018,
- Mathilde Serrell, productrice de l'émission culturelle quotidienne Ping-Pong (2015-2017), du Billet culturel (2017-2019) et de la Théorie (2019-2020) dans les Matins,
- Yves Simon, producteur de l'émission mensuelle Jours ordinaires (2001-2002)[9],
- Pierre Sipriot, producteur de Les belles-lettres (1952-1963), Thèmes et controverses (1954-1963), L'Analyse spectrale de l'Occident (1958-1968), Les idées et l'histoire (1963-1970), Les Lundis de l'Histoire (1966-1990) et de l'émission littéraire Un livre, des voix (1968-1990),
- Alain-Gérard Slama, chroniqueur quotidien dans les Matins entre 2002 et 2011 puis en fin d'après-midi dans La Contre-pointe d'Alain-Gérard Slama (2011-2012),
- Franck Smith, poète et producteur-coordinateur de l'Atelier de création radiophonique (2002-2011),
- Dominique Souchier produit le magazine d'entretiens Une fois pour toutes (2012-2015),
- Philippe Soupault, poète et producteur de l'émission Tels qu'en eux-mêmes (1965-1975),
- Antoine Spire, collaborateur au Panorama puis producteur des Voix du silence (1984-1997), du Grand débat (1996-1997) puis de l'émission quotidienne de débats et d'idées Stacatto (1997-1999),
- Ruth Stégassy, productrice de l'émission de culture pour la jeunesse Caroussel (1990-1999), de l'émission de jardinage La Main verte (grilles d'été 1996 à 1998) et du magazine de l'environnement Terre à terre (1999-2016),
- Sylvie Steinebach, productrice de l'émission documentaire Les voix du silence (1997-1999),
- Benjamin Stora, historien et producteur de l'émission consacrée aux cultures du Maghreb Bouge dans ta tête (septembre 2004- décembre 2005),
- Rémy Stricker, pianiste et producteur d'émissions musicales comme La musique et les hommes (1978-1982),

- Nicolas Skrotzky, producteur dans les années 1970-80 pour les Après-midi de France Culture et pour l’émission Sciences,
- Bruno Tackels, producteur des émissions de théâtre Penseurs de théâtre (2005-2006) et Autour du plateau (2006-2009) dans Surpris par la nuit,
- Frédéric Taddeï, produit l'émission d'entretien culturel Le Tête-à-tête (2011-2013),
- Yvonne Taquet, productrice de l'émission théâtrale Avant première (1984-1997),
- Elizabeth Tchoungui produit l'émission musicale Sur écoute (2013-2014),
- Jean Thévenot, producteur de Chasseurs de sons de 1948 à 1983,
- Marion Thiba, productrice de documentaires pour Le pays d'ici, La matinée des autres, Les chemins de la connaissance... (années 1980-1990),
- Serge Tisseron, producteur de Matières à penser (2017-2018),
- Serge Toubiana, producteur de l'émission mensuelle de cinéma Bandes à part (2001-2004) dans Surpris par la nuit,
- Hélène Tournaire, productrice dans les années 1970 : d’entretiens pour Agora et de séries pour Les chemins de la connaissance,
- Gérard Tourtrol, producteur d'émissions sur les musiques du monde dont Carnet de notes. Points cardinaux (2000-2002) et Un poco agitato (2002-2007),
- Augustin Trapenard, producteur des émissions littéraires Le Carnet d'or (2011-2014) et Le Carnet du libraire (2013-2014),
- Françoise Treussard a produit des émissions littéraires d'humour avec Bertrand Jérôme : Allegro Ma non troppo et Mi-fugue mi raisin entre 1975 et 1984, Le cri du homard en 1984, Les Décraqués (1984-2004) et Des Papous dans la tête (1984-2018),
- Alain Trutat, fondateur de l'Atelier de création radiophonique en 1969,
- Jeanne-Martine Vacher, productrice d'émissions musicales depuis 1985 dont La tasse de thé (1991-1992), Musiques à lire (1991-1997), L'air du temps (1994-1996), Décibels (1996-2009), Les vendredis de la musique (2009-2011), Movimento (2011-2013),
- Claire Vassé produit Le Cinéma l'après-midi (2003-2006)
- Alain Veinstein, producteur des Nuits magnétiques (1978-1984 et 1988-1990 ), de la matinale Le goût du jour (1984-1985 ), des entretiens littéraires Du jour au lendemain (1985-2014), des émissions culturelles La nuit sur un plateau (1985-1988), La radio dans les yeux (1990-1994), Accès direct (1994-1996), Toit ouvrant (1996-1997), et de l'émission de création Surpris par la nuit (1999-2009),
- André Velter, producteur pour Agora et des émissions de poésie Pour ainsi dire (1985-1987), Poésie sur parole (1987-2008) et Poésie studio (1997-1999),
- Antoine Vial, producteur des émissions médicales Le journal du corps (1985-1987), Archipel médecine (1987-1997) et Le corps entendu (1997-1998),
- Jean-Didier Vincent, médecin, producteur de l'émission scientifique In vivo (1999-2002) avec Lucy Vincent,
- Marc Voinchet, producteur de l'émission de cinéma Personne n'est parfait (1999-2002), de l'émission culturelle Tout arrive (2002-2005) puis des Matins de France Culture de 2009 à 2015,
- Roger Vrigny, producteur d'émissions littéraires : Les matinées littéraires (1966-1984), Lettres ouvertes (1984-1997),
- Pascale Werner, productrice de l'émission d'entretien Le témoin du temps qui change (1984-1997), de l'émission économique Zone franche (1997-janvier 1998) et de La vie des revues (1999-2004),
- Natacha Wolinski, produit Mat ou brillant, émission mensuelle sur la photographie dans le cadre de Surpris par la nuit (2006-2009).

## Liste des producteurs de France Culture par émission[10]
Cette liste présente les producteurs de France Culture pour la saison radiophonique 2020-2021:
- François Angelier, collaborateur pour Culture matin dans les années 1990, il crée Bande à part dans la grille d'été de 1991, qui devient ensuite Mauvais genres et passe hebdomadaire à la rentrée 1997.
- Ghaleb Bencheikh, islamologue et producteur de Cultures d'islam (avril-juillet 2016) et Questions d'islam depuis septembre 2016,
- Adila Bennedjaï-Zou, documentariste pour Les pieds sur terre et LSD, la série documentaire,
- Christine Bernard, attachée de production aux émissions documentaires depuis 1995, elle coordonne Une histoire particulière depuis 2016 et Une vie,une oeuvre (2018-2021),
- Charlotte Bienaimé, productrice déléguée pour Les Pieds sur terre et Grande traversée : Women's power, les nouveaux féminismes,
- Maylis Besserie, productrice de documentaires depuis 2003, elle a produit Entendez-vous l'éco ? (2017-2018) et des émissions estivales,
- Sylvain Bourmeau, producteur de l'émission La suite dans les idées, d'abord en quotidienne (1999-2002) puis en hebdomadaire depuis 2002,
- Caroline Broué, collaboratrice aux Matins de France Culture (2002-2007), coordinatrice de la tranche quotidienne Questions d'époque au sein de laquelle elle présente deux émissions: L'économie en questions et Place de la toile (2007-2009), productrice des émissions Les retours du dimanche (2009-2010), La Grande table (2010-2016), Les Matins du samedi depuis 2016 et Les Bonnes choses depuis 2018,
- Aurélie Charon a produit les émissions L'Atelier intérieur (2011-2015), Backstage (2015-2016), Une Vie d'artiste (2016-2019), l'émission de création radiophonique L'Expérience depuis février 2019 et l'émission consacrée aux arts du spectacle Tous en scène depuis septembre 2019,
- Vincent Charpentier, archéologue et producteur des émissions d'archéologie Archéologiques (1989-1997), Mémoire d'hommes (1997-1999), Le Salon noir (1999-2016), Carbone 14, le magazine de l'archéologie (2016-2024), et enfin L'entretien archéologique (avec Antoine Beauchamp, septembre à décembre 2024),
- Emilie Chaudet, travaille à France Culture depuis 2013, elle a produit les Petits matins (2016-2017), des documentaires et des émissions estivales,
- Alexis Chryssostalis, théologien et producteur de l'émission Orthodoxie depuis 1999,
- Lucile Commeaux, productrice du Petit Salon dans La Dispute (2016-2017), productrice déléguée de La Dispute (2017-2020), puis productrice de l'émission hebdomadaire La Critique depuis 2020,
- Sébastien de Courtois, producteur de Chrétiens d'orient depuis janvier 2011,
- Charles Dantzig, écrivain et producteur des émissions Secret professionnel (2011-2017) et Personnages en personne depuis 2017,
- Bruno David, naturaliste, président du Muséum national d'histoire naturelle et producteur de la chronique quotidienne Le monde vivant (2020-2021) puis du module hebdomadaire Le pourquoi du comment: sciences depuis 2021,
- Florian Delorme, chroniqueur pour les émissions scientifiques Continent sciences et Sciences et conscience (2006-2009), producteur de Station météo (février-juillet 2009), Post frontière (2009-2010), Questions d'époque (septembre-décembre 2010) et Cultures monde depuis janvier 2011,
- Guillaume Erner, producteur des Matins de France Culture depuis septembre 2015,
- Mathias Enard, écrivain et producteur de l'émission littéraire La Salle des machines depuis 2020,
- Manou Farine, productrice de l'émission d'art contemporain Ultracontemporain (2003-2006), puis collaboratrice à Minuit Dix (2006-2008) et au Rendez-vous (2008-2015), productrice de l'émission Poésie et ainsi de suite depuis 2015,
- Alain Finkielkraut, philosophe et producteur de l'émission Répliques depuis 1985,
- Julie Gacon, productrice de Sur la route (2013-2017), Dimanche et après (2017-2019), Les enjeux internationaux depuis 2019,
- Jean-Luc Gadreau, producteur de Solae, le rendez-vous protestant depuis 2020,
- Antoine Garapon, juriste et producteur des émissions juridiques Le bien commun (1999-2015), la chronique Le monde selon Antoine Garapon (2015-2016), Les discussions du soir (2016-2017), Matières à penser (2017-2020), Esprit de justice depuis 2020,
- Hervé Gardette, journaliste à la rédaction et présentateur des journaux puis producteur de Les retours du dimanche (2009-2010), La Grande table (2010-2011), Du grain à moudre (2011-2019), Politique ! (2017-2021), La transition (2019-2021), L'Esprit public depuis 2023
- Matthieu Garrigou-Lagrange, producteur de Une vie, une oeuvre (2007-2014), Zone de libre-échange (septembre-décembre 2008), Les nouveaux samedis (janvier-juillet 2009), Modes de vie, mode d'emploi (2014-2015), Culture musique (septembre 2015-février 2016), La compagnie des auteurs (février 2016-2019), La compagnie des œuvres (2019-2021), Sans oser le demander depuis 2021,
- Olivia Gesbert, productrice de Sur la route (2012-2013), Dimanche et après (2013-2016), La Grande table depuis 2016 et La dictée géante depuis 2020,
- Antoine Guillot, spécialiste cinéma pour les émissions Personne n'est parfait (1999-2002), Tout arrive (2002-2010), La Grande table (2010-2011), producteur de la Revue de presse culturelle dans La Dispute (2011-2016) puis de l'émission de cinéma Plan large depuis 2016,
- Tewfik Hakem, producteur de Double culture (2004-2006), Triple détente (2006-2007), A plus d'un titre (2007-2011), Un autre jour est possible (2011-2016), Paso doble (2016-2017), Le Réveil culturel (2017-2021) et Affinités culturelles depuis 2021,
- Jean-Noël Jeanneney, historien et producteur de l'émission Concordance des temps depuis 1999,
- Perrine Kervran, productrice déléguée pour La Fabrique de l'histoire (1999-2015), puis productrice-coordinatrice de Une vie, une oeuvre (2015-2016) et de LSD, la série documentaire depuis 2016,
- Anaïs Kien, productrice déléguée pour La Fabrique de l'histoire (2006-2019), elle propose Le journal de l'histoire (2019-2021) puis coordonne Toute une vie depuis 2021,
- Etienne Klein, physicien et producteur de la chronique Le monde selon Etienne Klein (2012-2014) puis des émissions La Conversation scientifique (2014-2021) et Science en questions depuis 2021,
- Sonia Kronlund, productrice de l'émission sur les médias Droit de regard (2001-2002) et de l'émission de reportages quotidienne Les pieds sur terre depuis 2002,
- Arnaud Laporte, producteur de Multipistes (janvier 2000- décembre 2005), Culture plus (2004- décembre 2005), Tout arrive (janvier 2006-2010), Radio libre (2010-2011), La dispute (2011-2020), coordinateur des Masterclasses (2017-2020), producteur de Affaires culturelles et A quoi pensez-vous depuis 2020,
- Emmanuel Laurentin, collaborateur pour la revue de presse de Culture matin (1990-1996), producteur des émissions historiques L'Histoire en direct (1996-1999), La Fabrique de l'histoire (1999-2019), des émissions francophones Quadrille (septembre-décembre 2003) et Chassé-croisé (janvier 2003- juillet 2004) et de la quotidienne Le temps du débat depuis 2019,
- Vincent Lemerre, collaborateur pour Culture matin (1998-1999), Pot au feu (1999-2003), Travaux publics (2003-2007), il produit l'émission A suivre (2007-2009), devient producteur délégué aux Matins (2009-2011) puis propose Les carnets de l'économie (2012-2015). Il est conseiller aux programmes depuis 2011.
- Jean de Loisy, commissaire d'exposition et producteur des émissions d'art Les regardeurs (2013-2017) et L'art est la matière depuis 2017,
- Aurélie Luneau,  productrice déléguée pour La Fabrique de l'histoire (1999-2009), productrice de La Marche des sciences (2009-2016) puis l'émission De cause à effets, le magazine de l’environnement depuis 2016,
- Frédéric Martel, producteur des émissions Masse critique (2006-2011) et Soft power depuis 2011, la seconde étant la suite de la première comme "magazine des industries créatives, des médias et du numérique" de France Culture,
- Nicolas Martin, producteur de chroniques dans les Matins: Ce qui nous arrive demain (2014-2015) puis La revue de presse (2015-2016). Il produit La méthode scientifique à partir de 2016 jusqu'à l'arret de l'emission en 2022,
- Xavier Mauduit produit Le Cours de l'histoire depuis 2019,
- Blandine Masson, directrice de la fiction sur France Culture,
- Merryl Moneghetti produit Les cours du Collège de France depuis 2016,
- Géraldine Mosna-Savoye, collaboratrice pour les Chemins de la philosophie depuis 2010, elle présente les chroniques Deux minutes papillon (2013-2017), Le journal de la philo (2017-2020) et Le carnet philo depuis 2020
- Christine Ockrent, journaliste et productrice de l'émission Affaires étrangères depuis février 2013,
- Marc-Alain Ouaknin, rabbin et producteur de l'émission Talmudiques depuis 2013,
- Albane Penaranda, productrice déléguée des Nuits de France Culture depuis 2013,
- Marie Richeux, productrice de Pas la peine de crier (2010-2014), Les nouvelles vagues (2014-2017) puis Par les temps qui courent depuis 2017,
- Tiphaine de Rocquigny, productrice de Entendez-vous l'éco ? depuis 2018
- Jérôme Rousse-Lacordaire, théologien et producteur de la Messe depuis 2014,
- Zoé Sfez, productrice du Journal de la culture dans Le Rendez-vous (2014-2015), Ping-Pong (2015-2016) puis dans Les Matins (2016-2017), productrice du Journal des sciences dans La Méthode scientifique (2017-2018), collaboratrice pour Soft power (2017-2021), puis productrice de La série musicale depuis 2021,
- Farida Taher, documentariste pour Les Pieds sur terre,
- Adèle Van Reeth, productrice des Chemins de la philosophie depuis 2011,
- Louise Tourret, productrice de Zone de libre échange (septembre-décembre 2008), Rues des écoles (2009-2010 puis 2011-2018), Questions d'époque (septembre-décembre 2010), Du grain à moudre (janvier-juillet 2011), et Être et savoir depuis 2018,
- Natacha Triou, productrice du Journal des sciences dans La Méthode scientifique depuis 2018,
- Astrid de Villaines, journaliste et productrice de Sens Politique, émission politique le samedi de 12h45 à 13h30, depuis 2023,
- Mathilde Wagman, productrice déléguée des Nuits de France Culture depuis 2016,
- Marc Weitzmann, journaliste et producteur de Signes des temps depuis 2018,
- Frédéric Worms, philosophe et producteur des émissions Les discussions du soir (2016-2017), Matières à penser (2017-2020) et À présent (2020-2021), il produit le module quotidien Le pourquoi du comment: philosophie depuis 2021.

### Crédit d'auteurs
- Cet article est partiellement ou en totalité issu de l'article intitulé « :Catégorie:Producteur de France Culture » (voir la liste des auteurs).